# إلينا توماس
إلينا توماس هي لاعبة جمباز إيقاعي روسية، ولدت في 11 يناير 1961 في موسكو في روسيا.

## وصلات خارجية
- إلينا توماس على موقع الاتحاد الدولي للجمباز (licence) (الإنجليزية)
- إلينا توماس على موقع الاتحاد الدولي للجمباز (biography) (الإنجليزية)